# Плавання на літніх Олімпійських іграх 1956
Змагання з плавання на літніх Олімпійських іграх 1956 в Мельбурні тривали з 29 листопада до 7 грудня 1956 року Мельбурнському центрі спорту і розваг. Розіграно 13 комплектів нагород: 7 серед чоловіків і 6 серед жінок. Змагалися 235 спортсменів з 33-х років. Уперше відбулися окремі змагання з батерфляю. Збірна Австралії домінувала на цих змаганнях, здобувши 8 з 13-ти можливих золотих медалей і 14 медалей загалом.

## Таблиця медалей
| Місце               | Країна                           | Золото | Срібло | Бронза | Загалом |
| ------------------- | -------------------------------- | ------ | ------ | ------ | ------- |
| 1                   | Австралія (AUS)                  | 8      | 4      | 2      | 14      |
| 2                   | США (USA)                        | 2      | 4      | 5      | 11      |
| 3                   | Японія (JPN)                     | 1      | 4      | 0      | 5       |
| 4                   | Велика Британія (GBR)            | 1      | 0      | 1      | 2       |
| 4                   | Об'єднана німецька команда (EUA) | 1      | 0      | 1      | 2       |
| 6                   | Угорщина (HUN)                   | 0      | 1      | 1      | 2       |
| 7                   | СРСР (URS)                       | 0      | 0      | 2      | 2       |
| 8                   | ПАР (RSA)                        | 0      | 0      | 1      | 1       |
| Загалом (8 збірних) | Загалом (8 збірних)              | 13     | 13     | 13     | 39      |

## Медалісти

### Чоловіки
| Дисципліни                           | Золото                                                                | Золото      | Срібло                                                | Срібло  | Бронза                                                                         | Бронза  |
| ------------------------------------ | --------------------------------------------------------------------- | ----------- | ----------------------------------------------------- | ------- | ------------------------------------------------------------------------------ | ------- |
| 100 м вільним стилем                 | Джон Генрікс · Австралія                                              | 55.4 (WR)   | Джон Девітт · Австралія                               | 55.8    | Ґері Чепмен · Австралія                                                        | 56.7    |
| 400 м вільним стилем                 | Мюррей Роуз · Австралія                                               | 4:27.3 (WR) | Цуйосі Яманака · Японія                               | 4:30.4  | Джордж Брін · США                                                              | 4:32.5  |
| 1500 м вільним стилем                | Мюррей Роуз · Австралія                                               | 17:58.9     | Цуйосі Яманака · Японія                               | 18:00.3 | Джордж Брін · США                                                              | 18:08.2 |
| 100 м на спині                       | Девід Тейл · Австралія                                                | 1:02.2 (WR) | Джон Монктон · Австралія                              | 1:03.2  | Френк Маккінні · США                                                           | 1:04.5  |
| 200 м брасом                         | Масару Фурукава · Японія                                              | 2:34.7      | Масахіро Йосімура · Японія                            | 2:36.7  | Харіс Юнічев · СРСР                                                            | 2:36.8  |
| 200 м батерфляєм                     | Вільям Йорзик · США                                                   | 2:19.3      | Такасі Ісімото · Японія                               | 2:23.8  | Дьордь Тумпек · Угорщина                                                       | 2:23.9  |
| Естафета 4×200 метрів вільним стилем | Австралія (AUS) Кевін О'Галлоран Джон Девітт Мюррей Роуз Джон Генрікс | 8:23.6 (WR) | США (USA) Дік Генлі Джордж Брін Білл Вулсі Форд Конно | 8:31.5  | СРСР (URS) Віталій Сорокін Володимир Стружанов Геннадій Ніколаєв Борис Нікітін | 8:34.7  |

### Жінки
| Дисципліни                      | Золото                                                           | Золото      | Срібло                                                         | Срібло      | Бронза                                                              | Бронза |
| ------------------------------- | ---------------------------------------------------------------- | ----------- | -------------------------------------------------------------- | ----------- | ------------------------------------------------------------------- | ------ |
| 100 м вільним стилем            | Дон Фрейзер · Австралія                                          | 1:02.0 (WR) | Лоррейн Крепп · Австралія                                      | 1:02.3      | Фейт Ліч · Австралія                                                | 1:05.1 |
| 400 м вільним стилем            | Лоррейн Крепп · Австралія                                        | 4:54.6 (OR) | Дон Фрейзер · Австралія                                        | 5:02.5      | Сильвія Рууска · США                                                | 5:07.1 |
| 100 м на спині                  | Джуді Ґрінем · Велика Британія                                   | 1:12.9 (WR) | Керін Коун · США                                               | 1:12.9 (WR) | Марґарет Едвардс · Велика Британія                                  | 1:13.1 |
| 200 м брасом                    | Урсула Гаппе · Об'єднана німецька команда                        | 2:53.1 (OR) | Ева Секей · Угорщина                                           | 2:54.8      | Ева-Марія Ельсен · Об'єднана німецька команда                       | 2:55.1 |
| 100 м батерфляєм                | Шеллі Манн · США                                                 | 1:11.0 (OR) | Ненсі Ремі · США                                               | 1:11.9      | Мері Сіерс · США                                                    | 1:14.4 |
| Естафета 4×100 м вільним стилем | Австралія (AUS) Дон Фрейзер Фейт Ліч Сандра Морґан Лоррейн Крепп | 4:17.1 (WR) | США (USA) Сильвія Рууска Шеллі Манн Ненсі Сімонс Джоан Розацца | 4:19.2      | ПАР (RSA) Наталі Мібург Сьюзен Робертс Мойра Абернеті Жанетт Мібург | 4:25.7 |

## Країни-учасниці
Змагалися 235 плавців і плавчинь з 33-х країн.
- Австралія  (26)
- Бельгія  (6)
- Бразилія  (4)
- Канада  (8)
- Колумбія  (3)
- Куба  (2)
- Чехословаччина  (2)
- Данія  (2)
- Фінляндія  (1)
- Франція  (16)
- Об'єднана німецька команда  (18)
- Велика Британія  (18)
- Гонконг  (2)
- Угорщина  (16)
- Індія  (2)
- Індонезія  (3)
- Ізраїль  (1)
- Італія  (7)
- Японія  (19)
- Кенія  (1)
- Люксембург  (1)
- Малайя  (2)
- Мексика  (4)
- Нова Зеландія  (5)
- Пакистан  (3)
- Філіппіни  (8)
- Польща  (1)
- Румунія  (2)
- ПАР  (8)
- Швеція  (5)
- СРСР  (10)
- США  (28)
- Югославія  (1)